# Каптурник рудогрудий
Капту́рник рудогрудий (Thlypopsis ornata) — вид горобцеподібних птахів родини саякових (Thraupidae). Мешкає в Андах.

## Підвиди
Виділяють три підвиди:
- T. o. ornata (Sclater, PL, 1859) — західний схил Анд на південному заході Колумбії та на заході Еквадору;
- T. o. media Zimmer, JT, 1930 — західний схід Анд на крайньому південному заході Еквадору (Лоха) та в Перу (на південь до Ліми);
- T. o. macropteryx Berlepsch & Stolzmann, 1896 — східні схили Перуанських Анд (Хунін і Куско).

## Поширення і екологія
Рудогруді каптурники мешкають в Колумбії, Еквадорі і Перу. Вони живуть у вологих гірських тропічних лісах, на узліссях та у високогірних чагарникових заростях. Зустрічаються на висоті від 1800 до 3200 м над рівнем моря.